# Đường Tư
Đường Tư (chữ Hán: 唐咨, ? - ?), không rõ tên tự, người quận Lợi Thành , tướng lãnh thời Tam Quốc, lần lượt phục vụ hai chính quyền Đông Ngô, Tào Ngụy, hoạt động gần 40 năm.

## Cuộc đời và sự nghiệp
Tháng 6 ÂL năm 225, lính quận Lợi Thành là Thái Phương nổi dậy, giết thái thú Từ Chất, đề cử Đường Tư làm thủ lĩnh. Quân Ngụy trấn áp, Đường Tư chạy ra biển, bỏ trốn sang Ngô. Tại Ngô, Đường Tư được phong làm tướng quân.
Năm 235, Đường Tư, Lưu Toản theo Lã Đại đánh dẹp nghĩa quân ở các quận thuộc phía nam Trường Giang. Năm 239, Đường Tư lại theo Lã Đại trấn áp khởi nghĩa Liêu Thức, đánh dẹp một năm mới xong.
Đường Tư ở nước Ngô ba mươi mấy năm, làm quan đến Tả tướng quân, phong hầu, trì tiết. Năm 257, thời Tôn Lượng, Đường Tư cùng Toàn Dịch, Toàn Đoan, Vương Tộ và Văn Khâm đem 3 vạn quân cứu viện Gia Cát Đản ở Thọ Xuân. Tháng 6 ÂL, quân Ngô nhân vòng vây chưa xiết chặt, góc đông bắc có địa thế hiểm trở, đưa quân vào được thành. Tháng giêng ÂL năm sau, thành vỡ, Đường Tư tự trói đầu hàng, được triều đình nước Ngụy xá miễn, phong làm An Viễn tướng quân.
Mùa đông năm 262, đại tướng quân Tư Mã Chiêu mưu tính đánh Thục Hán, lệnh cho Đường Tư đóng thuyền vượt biển, ra vẻ đánh Ngô.
Không rõ hậu sự của Đường Tư.